# Нордвик (посёлок)
Но́рдвик — бывший порт и населённый пункт (до 1960-х годов) в Таймырском (Долгано-Ненецком) национальном округе Красноярского края России, располагавшийся в устье реки Хатанги на полуострове Юрюнг-Тумус, к западу от бухты Нордвик.

## Климат
Район имеет суровый полярный климат. Среднегодовая температура равна минус 14-15°С. В течение большей части года на территории господствуют отрицательные температуры. Зима продолжается восемь месяцев. Снег начинает таять обычно в конце мая и заканчивает к концу июня. В глубоких оврагах старый снег часто сохраняется все лето. А уже в начале сентября выпадает новый, который к октябрю покрывает тундру сплошным покровом. В некоторые особенно холодные годы снег с пургой можно увидеть и в июле, и в августе. Почти три месяца — с 7 ноября по 3 февраля — длится полярная ночь, когда солнце совершенно не появляется на горизонте. Полдень ничем не отличается от ночи. Температура с декабря по март довольно часто опускается до -50-55°С при довольно сильном ветре. Наиболее сильные ветра, достигающие более 30 м/с, наблюдаются на побережье моря Лаптевых. Полярный день продолжается с 5 мая по 5 августа, в это время солнце не заходит за горизонт. Летними месяцами являются июль и август. Максимальная температура в отдельные дни достигает +25°С и даже +30°С. Однако, солнечных ясных дней мало, т.к. как раз летом выпадает большая часть годовых осадков.

## История

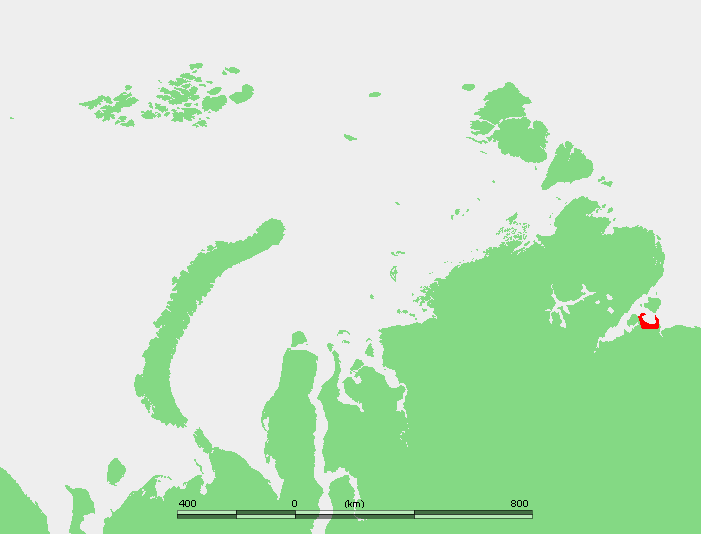
Посёлок находился на небольшом полуострове к западу от бухты Нордвик.

В конце июля 1739 года, участники Ленско-Хатангского отряда Великой Северной экспедиции, под командованием лейтенанта X. П. Лаптева на дубель-шлюпке «Якутск» добрались до бухты и назвали её Нордвик.
С XIX века было известно, что в районе бухты Нордвик есть ископаемые: соль, уголь, нефть. К середине 1930-х годов было принято решение к их освоению. 25 июля 1936 года, по постановлению Совета Труда и Обороны (СТО) СССР, создан трест «Нордвикстрой» в составе Главного управления Северного морского пути. Постановление обязывало «Нордвикстрой» закончить разведку на соль для определения сооружения соляных рудников, географические и портоизыскательские работы, подготовить технический проект строительства Нордвикского горно-промышленного комбината.
В 1956 году Нордвикское предприятие перестало существовать и посёлок был вскоре заброшен.
Данные переписи населения 1959 года насчитывают 404 жителя в Нордвике как посёлке городского типа Хатангского района Таймырского (Долгано-Ненецкого) национального округа. Последующая перепись населения 1970 года выделяет в районе уже только сельское население.

## География
Нордвик является самым северным бывшим населённым пунктом  Российской федерации. Находится в ~2161 километров от Красноярска